# Žiga Lipušček
Žiga Lipušček (1997. január 5. –) szlovén utánpótlás-válogatott labdarúgó, jelenleg az ND Gorica hátvédje.

## Pályafutása

### Klubcsapatokban
Lipušček a szlovén NK Maribor akadémiáján nevelkedett, az U19-es csapat tagjaként a 2014-2015-ös idényben szerepelt az UEFA Ifjúsági Liga csoportkörében. 2017 nyarán leigazolta őt az ND Gorica, melynek azóta is a játékosa.  A szlovén élvonalban 2017. július 30-án mutatkozott be az NK Celje csapata ellen. 

### Válogatott
Többszörös szlovén U21-es válogatott játékos.